# Garissa bostrychoides
Garissa bostrychoides är en skalbaggsart som beskrevs av Reé Michel Quentin och Jean François Villiers 1979. Garissa bostrychoides ingår i släktet Garissa och familjen långhorningar.
Artens utbredningsområde är Kenya. Inga underarter finns listade i Catalogue of Life.